# Mercury – das junge Magazin
Mercury ist ein Jugendmagazin der überregionalen Wochenzeitung Rheinischer Merkur mit Sitz in Bonn. Das Heft wird in Zusammenarbeit mit der Wochenzeitung erstellt und liegt nach eigenen Angaben mit einer Auflage von 300.000 Exemplaren dem Rheinischen Merkur bei und ist kostenlos an Schulen in ganz Deutschland erhältlich.

## Mercury – Das Printmagazin
Die erste mercury-Ausgabe erschien im Herbst 2007 mit dem Anspruch, „Antworten auf Fragen zu suchen, die bewegen“. Berichtet wird seitdem unter anderem über gesellschaftliches Engagement, Werte, Freundschaft und Beziehungen, Entwicklungen in Beruf und Karriere.
Seit Juni 2008 erscheint mercury als monothematisches Magazin. Die Themen waren bisher: „Auf die Barrikaden“ (Nr. 6, Juni 2008), „Europa“ (Nr. 7, November 2008) und „Frühlingsgefühle“ (Nr. 8, April 2009). Mit der siebten Ausgabe erfolgte ein weiterer optischer und inhaltlicher Relaunch.

## Mymercury – Das Onlinemagazin
mymercury.de ist die Onlineplattform des Printmagazins mercury. Das Angebot wurde nach seinem Start mehrfach erweitert und ausgebaut und ist inzwischen zu einem eigenständigen Onlinemagazin geworden.
Die Seite wird täglich aktualisiert. Zu lesen sind dort Artikel, Reportagen, Blogs und Interviews zu (aktuellen) gesellschaftlichen Themen, Informationen zu Ausbildung, Studium und Berufswahl, Buch-, CD- und Filmrezensionen und Texte über Reisen. Zudem gibt es ein Fotoalbum mit verschiedenen Bildergalerien.